# Pine Plains

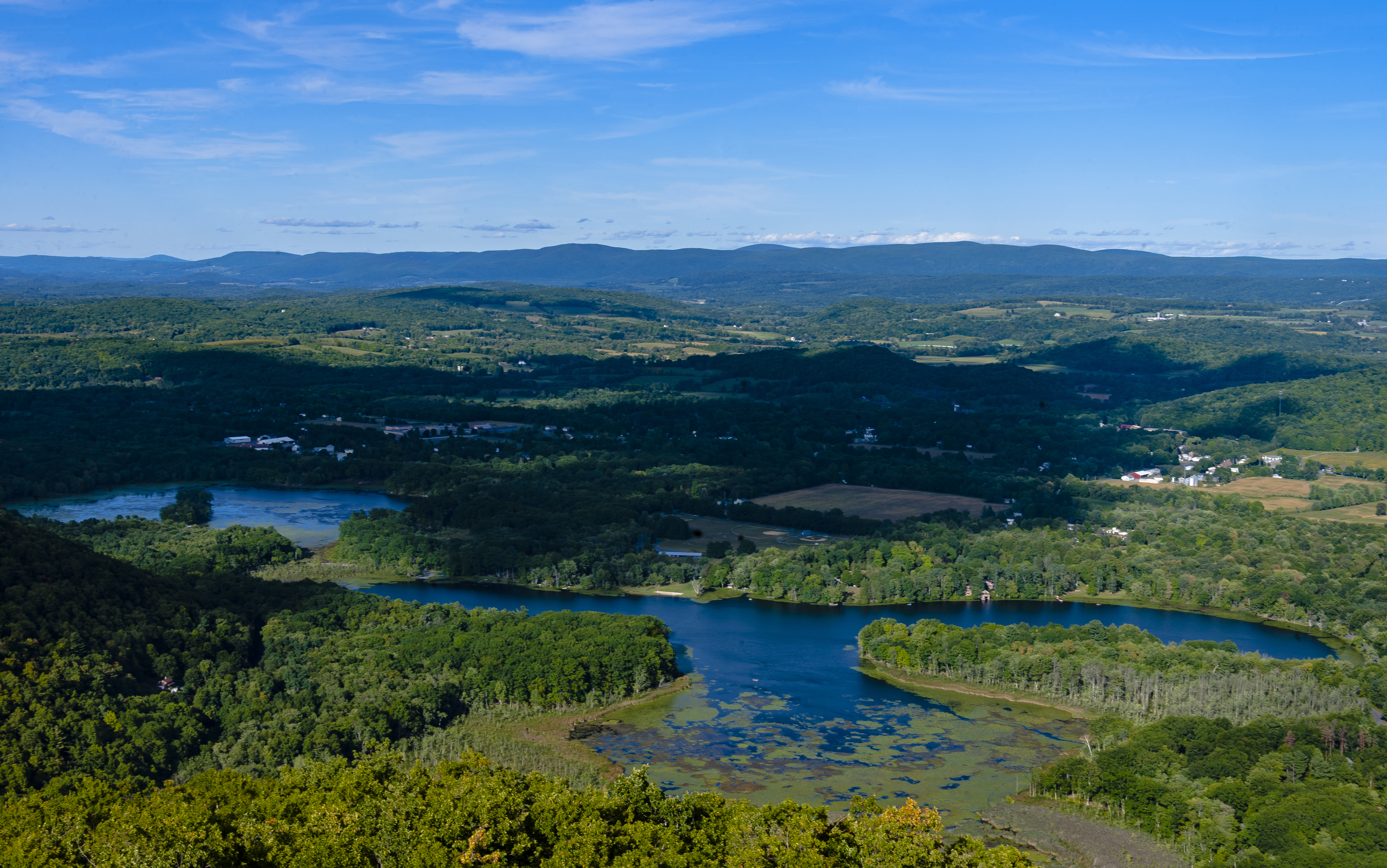
Vista de Pine Plains desde la montaña Stissing

Pine Plains es un pueblo ubicado en el condado de Dutchess, en el estado estadounidense de Nueva York. Según el censo de 2010, en ese momento tenía una población de 2,473 habitantes. Tiene una población estimada, en 2019, de 2,353 habitantes.

## Geografía
Pine Plains se encuentra ubicado en las coordenadas 41°58′N 73°39′O / 41.967, -73.650. Según la Oficina del Censo, la ciudad tiene un área total de 80.74 km², de la cual 79.21 km²  es tierra y 1.52 km² es agua.

## Demografía
Según la Oficina del Censo en 2000 los ingresos medios por hogar en la localidad eran de $43,125, y los ingresos medios por familia eran $46,900. Los hombres tenían unos ingresos medios de $35,417 frente a los $26,645 para las mujeres. La renta per cápita para la localidad era de $24,259. Alrededor del 9.2% de la población estaban por debajo del umbral de pobreza.